# Ледниковый период 5: Столкновение неизбежно
«Леднико́вый пери́од 5: Столкнове́ние неизбе́жно» (англ. Ice Age 5: Collision Course) — американский компьютерно-анимационный приключенческий комедийный фильм 2016 года, снятый студией Blue Sky Studios и распространяемый студией 20th Century Fox. Это продолжение мультфильма «Ледниковый период 4: Континентальный дрейф» (2012) и пятый мультфильм во франшизе «Ледниковый период». Режиссёром фильма стал Марк Тёрмайер, главные роли озвучивали Рэй Романо, Джон Легуизамо, Денис Лири, Кеке Палмер, Джош Пек, Саймон Пегг, Шонн Уильям Скотт, Дженнифер Лопес и Куин Латифа повторяют свои роли из предыдущих фильмов, а Адам Дивайн, Джесси Тайлер Фергюсон, Макс Гринфилд, Джесси Джей и Ник Офферман озвучивают новых персонажей. По сюжету, после того, как Скрат отправляется в космос на заброшенном космическом корабле во время попытки спрятать его желудь и случайно отправляет гигантский астероид к Земле, Мэнни, стадо и Бак должны отправиться на миссию по жизни или смерти, чтобы найти способ остановить его.
Премьера фильма 19 июня 2016 года состоялась на международном кинофестиваль в Сиднее, 14 июля в России и 22 июля в США. Мультфильм получил в целом негативные отзывы от критиков, а «Rotten Tomatoes» назвал его «неоригинальным и несмешным». Он заработал 408,5 миллионов долларов по всему миру при бюджете в 105 миллионов долларов, что ниже ожиданий на рынке США, но лучше на международном уровне. Это последний мультфильм во франшизе, снятый Blue Sky Studios до её закрытия 10 апреля 2021 года. Спин-офф под названием Ледниковый период: Приключения Бака был выпущен в 2022 году на «Disney+». За исключением Саймона Пегга, который вернулся в качестве к роли Бака, ни один из первоначальных актёров в спин-оффе не повторил свои роли.

## Сюжет
Тяга неугомонного Скрата к ловле жёлудя привела его в открытый космос, где он создаёт Солнечную систему. В результате его действий на Землю летит метеорит. В это же время Сид приглашает ленивицу Франсин на свидание, но она отказывает ухажёру из-за его внешности и поведения (хотя тот уже спланировал их совместное будущее: свадьбу, восемь детей-ленивцев из арбуза и похороны). Сид очень разочаровывается.
Вечером Элли, Крэш, Эдди, Персик и её жених Джулиан готовят на поляне сюрприз в честь годовщины их семьи. Для Мэнни это стало неожиданностью: он позабыл о торжестве. В это время в небе начинается взрыв фейерверков. Все радуются и хвалят Мэнни за то, что он не забыл о годовщине свадьбы (на самом деле это был не салют, а взрывы метеоритов в атмосфере). Вдруг Сид замечает в небе мчащийся по направлению к острову метеор и сообщает об этом Диего, а тот в свою очередь предупреждает остальных. Все бегут от нежданной катастрофы. Вскоре они находят убежище в пещере, в каменно-ледяной скале, и прячутся от метеоритов там.
А под землёй, в мире динозавров, ласка Бак спасает яйцо трицератопса от шайки дакотарапторов — Гэвина и его детей: Герти и Роджера — и возвращает его хозяйке. Вдруг он замечает вверху надо льдом вспышки метеоров и решает выяснить, что там происходит. Бак случайно попадает в пещеру, находит каменные скрижали и начинает упорно выбираться наверх, чтобы остановить метеорит. Когда метеоритный дождь заканчивается, Мэнни, Элли, Персик, Джулиан, Крэш, Эдди, Сид, Бабуля, Шира и Диего выбираются из укрытия и видят, что долина испепелена, а деревья вокруг побиты и сломаны. Вдруг рядом из расщелины в снегу выбирается Бак, демонстрирует скрижали и рассказывает, что на них написано. Он говорит, что на Землю несётся огромный астероид (что, согласно скрижали, происходит раз в несколько миллионов лет — первым было столкновение астероида с планетой во времена, когда на ней жили существа похожие на мечехвостов, второе — во времена динозавров и третье должно случиться в ближайшее время). Стая и Бак решают пойти на место падения, всё там исследовать и придумать, как предотвратить катастрофу. Тем временем из того же ущелья выбираются в долину дакотарапторы и решают помешать ласке и его друзьям остановить астероид. Сами дакотарапторы надеются выжить после катастрофы, паря в небесах. Во время пути к месту падения герои внезапно обнаруживают, что космические камни имеют электромагнитные свойства. Тогда Бак решает, что на месте падения должно быть много таких магнитов, которые нужно запустить в космос, что собьёт приближающийся к Земле астероид с курса. И весь мир, таким образом, будет спасён. Преодолев реку и электрическую бурю (оба события были делом лап Скрата, пытавшегося поймать свой жёлудь в космосе магнитным лучом), стая решает устроить привал. Однако из-за проделок дакотарапторов теряется Бабуля, и утром стая отправляется на её поиски и идёт на её крики.
В результате герои приходят на место падения и находят остатки предыдущего астероида. Внутри него они находят Бабулю, а вместе с ней — страну Геотопию, построенную из кристаллов, благодаря целебному воздействию которых жители остаются вечно молодыми. Здесь Сид влюбляется в ленивицу Брук. Бак рассказывает аборигенам о надвигающейся катастрофе, и Брук решает отвести их к лидеру Геотопии, Шангри-Ламе, но тот предлагает гостям для начала пройти сеанс йоги, а проблему решать отказывается. Брук делает Сиду предложение, ленивец, желая сделать ей подарок, бежит к самому большому кристаллу и выдёргивает его. В результате астероид разрушается, а геотопские жители резко стареют. Тогда Бак предлагает другой план: он решает бросить все кристаллы в вулкан, заткнуть щели у его подножия, чтобы вулкан, как пушка, выстрелил магнитным облаком, которое, по замыслу, собьёт астероид с курса и отправит подальше от Земли. Гэвин, Герти и Роджер пытаются помешать операции по спасению Земли, но Баку удаётся уговорить их помочь, и они соглашаются. Из-за метеоров дакотарапторы роняют огромный кристалл, не доставив его до цели. Астероид тем временем неумолимо приближается. Мэнни и Джулиан пытаются столкнуть кристалл в вулкан, но у них не получается. Тогда Джулиан предлагает спустить кристалл вниз — и он скатывается по склону, потом попадает на обрыв и падает в вулкан. Бабуля затыкает последнюю щель клюкой, кристаллы взрываются, и из вулкана вылетает магнитное облако. Оно сбивает астероид с курса и отправляет прочь от Земли. Все ликуют. Жители Геотопии возвращают себе молодость при помощи фонтана, в который упал один из кристаллов. Персик выходит замуж за Джулиана, а Сид и Брук обручаются.
В конце фильма Скрат продолжает гоняться за жёлудем в открытом космосе. Корабль выходит из строя и врезается в Марс, уничтожая жизнь на этой планете. Крысобел выходит из корабля, видит, что он натворил, потихоньку заходит обратно и мигом улетает. В титрах показывают, как он со своим жёлудем пытается пройти через дверь, которая постоянно зажимает его.

## В ролях
| Роль                                                                 | Актёр                  |
| -------------------------------------------------------------------- | ---------------------- |
| Манфред (он же Мэнни)                                                | Рэй Романо             |
| Сидни (он же Сид)                                                    | Джон Легуизамо         |
| Диего                                                                | Денис Лири             |
| Элли                                                                 | Куин Латифа            |
| Персик                                                               | Кеке Палмер            |
| Джулиан                                                              | Адам Дивайн            |
| Шира                                                                 | Дженнифер Лопес        |
| Крэш                                                                 | Шон Уильям Скотт       |
| Эдди                                                                 | Джош Пек               |
| Глэдис / бабушка Сида                                                | Ванда Сайкс            |
| Бакминстер (он же Бак)                                               | Саймон Пегг            |
| Гэвин                                                                | Ник Офферман           |
| Герти                                                                | Стефани Беатрис        |
| Роджер                                                               | Макс Гринфилд          |
| Брук                                                                 | Джесси Джей            |
| Шангри-Лама                                                          | Джесси Тайлер Фергюсон |
| Тедди                                                                | Майкл Страхан          |
| Франсин                                                              | Мелисса Ройч           |
| Баблз / Мисти, брат и сестра близнецы, друзья Брук, лошадь / жеребец | Лилли Сингх            |
| Скрат, саблезубая белка                                              | Крис Уэдж              |

## Производство
20 декабря 2013 года кинокомпании 20th Century Fox и Blue Sky Studios объявили о начале производства пятого фильма франшизы «Ледниковый период», назначив его премьеру на 14 июля 2016 года. В июле 2015 года на выставке Licensing Expo появился постер с названием мультфильма — Ice Age: Collision Course.
В начале августа студия 20th Century Fox сообщила, что дата выхода «Ледникового периода 5» была перенесена на 22 июля 2016 года, уступив место премьере фильмов «Охотники за привидениями», «Ла-Ла Ленд» и «Озеро».

## Критика
«Ледниковый период 5: Столкновение неизбежно» получил негативные отзывы кинокритиков. На сайте Rotten Tomatoes рейтинг составляет 16 %, основываясь на 112 рецензиях со средним баллом 4,1 из 10. На сайте Metacritic мультфильм имеет оценку 34 из 100 на основе 27 рецензий критиков, что соответствует статусу «в целом неблагоприятные отзывы».

## Спин-офф
В октябре 2019 года, после приобретения Disney компании 21st Century Fox, для Disney+ начали разработку побочного фильма. Было официально подтверждено, что спин-офф станет фильмом под названием «Ледниковый период: Приключения Бака Уайлда» и будет сосредоточен вокруг Бака, отправляющегося в приключение в мире динозавров с Крэшем и Эдди. Премьера фильма состоялась 28 января 2022 года, к 20-летию франшизы.